# Turákóalakúak
A turákóalakúak (Musophagiformes) a madarak osztályának egyik rendje, melybe egyetlen család, a turákófélék (Musophagidae) családja tartozik, 6 nemmel és 23 fajjal.
Korábbi rendszerek a családot a kakukkalakúak (Cuculiformes) rendjébe sorolták.